# Семёновка (Чамзинский район)
 Семёновка  — деревня в составе Апраксинского сельского поселения Чамзинского района Республики Мордовия.

## География
Находится у реки Нуя на расстоянии примерно 7 километров по прямой на север от районного центра поселка  Чамзинка.

## История
Известна с 1863 года как владельческое село Ардатовского уезда Симбирской губернии из 34 дворов.

## Население
Постоянное население составляло 4 человека (русские 100%) в 2002 году, 2 в 2010 году .